# Наріль
На́роль (пол. Narol) — місто в південно-східній Польщі, на річці Танві.
Належить до Любачівського повіту Підкарпатського воєводства.

## Історія
Місто було засноване дідичем села Старий Нароль Флоріаном Лащом Неледевським, сином городельського войського Станіслава Лаща, у 1585 році. Спочатку отримало назву Флоріанув.
За Австрії та міжвоєнної Польщі Нароль мав статус окремої адміністративної одиниці Любачівського повіту — ґміни. До складу міста включене село Крупець (була церква святої Трійці, парафіяльна 1868—1875, 1889—1946).
У 1939 році в місті проживало 2 500 мешканців (120 українців, 1 630 поляків, 750 євреїв).
У середині вересня 1939 року німці окупували територію ґміни, однак вже 26 вересня 1939 року мусили відступити, оскільки за пактом Ріббентропа-Молотова вона належала до радянської зони впливу. 27.11.1939 постановою Президії Верховної Ради УРСР село включене до новоутвореної Львівської області, а 17 січня 1940 року — до Горинецького району. В червні 1941, з початком Радянсько-німецької війни, територія знову була окупована німцями. Через гніздування тут польської банди відділи УПА «Галайди» і «Сіроманці» 21.5.1944 атакували село, у ході бою знищено 70 % забудови. В липні 1944 року радянські війська оволоділи цією територією.
У жовтні 1944 року західні райони Львівської області віддані Польщі, а українське населення вивезено до СРСР та на понімецькі землі.

## Населення
Демографічна структура станом на 31 березня 2011 року:
|          | Загалом | Допрацездатний вік | Працездатний вік | Постпрацездатний вік |
| -------- | ------- | ------------------ | ---------------- | -------------------- |
| Чоловіки | 1066    | 219                | 762              | 85                   |
| Жінки    | 1033    | 181                | 643              | 209                  |
| Разом    | 2099    | 400                | 1405             | 294                  |

## Відомі люди

### Дідичі
- Флоріан Лащ Неледевський — засновник міста
- Ґабріель Сільніцький — буцнівський староста.
- Францішек Салезій Потоцький
- Дзевалтовський — терачинський староста
- Людвік Міхал Лось з Ґроткува — львівський каштелян
- Фелікс Антоній Лось — граф